# Premyer Liqası 2016/17
Die Premyer Liqası 2016/17, nach einem Sponsorenabkommen offiziell Unibank Premyer Liqası genannt, war die 25. Spielzeit der höchsten aserbaidschanischen Spielklasse im Fußball der Männer seit deren Gründung im Jahr 1992. Die Saisonrunde begann am 6. August 2016 und endete am 29. April 2017 mit der Austragung des 28. Spieltags.
Am 13. Juni 2016 verkündete die AFFA, dass den beiden Vereine FK Xəzər Lənkəran und Rəvan Baku FK die Lizenz für die Premyer Liqası in der Saison 2016/17 verweigert wurde. Da die Plätze nicht an andere Vereine vergeben wurden, startete die Liga mit acht Teams.

## Vereine
| Verein           | Stadt    |
| ---------------- | -------- |
| AZAL PFK Baku    | Baku     |
| İnter Baku       | Baku     |
| Neftçi Baku PFK  | Baku     |
| Zirə FK          | Baku     |
| FK Qarabağ Ağdam | Ağdam    |
| PFK Kəpəz        | Gəncə    |
| Sumqayıt PFK     | Sumqayıt |
| FK Qəbələ        | Qəbələ   |

## Abschlusstabelle
| Pl. | Verein                  | Sp. | S  | U  | N  | Tore    | Diff. | Punkte |
| --- | ----------------------- | --- | -- | -- | -- | ------- | ----- | ------ |
| 1.  | FK Qarabağ Ağdam (M, P) | 28  | 19 | 5  | 4  | 046:140 | +32   | 62     |
| 2.  | FK Qəbələ               | 28  | 14 | 10 | 4  | 048:210 | +27   | 52     |
| 3.  | İnter Baku              | 28  | 11 | 10 | 7  | 039:330 | +6    | 43     |
| 4.  | Zirə FK                 | 28  | 10 | 9  | 9  | 029:260 | +3    | 39     |
| 5.  | PFK Kəpəz               | 28  | 9  | 9  | 10 | 024:270 | −3    | 36     |
| 6.  | Sumqayıt PFK            | 28  | 9  | 8  | 11 | 028:350 | −7    | 35     |
| 7.  | Neftçi Baku PFK         | 28  | 9  | 2  | 17 | 024:450 | −21   | 29     |
| 8.  | AZAL PFK Baku           | 28  | 1  | 7  | 20 | 013:500 | −37   | 10     |

Platzierungskriterien: 1. Punkte – 2. Direkter Vergleich (Punkte, Tordifferenz, geschossene Tore) – 3. Tordifferenz – 4. geschossene Tore

| (M) | amtierender aserbaidschanischer Meister     |
| (P) | amtierender aserbaidschanischer Pokalsieger |

## Kreuztabelle
| Hinrunde         | FK Qarabağ Ağdam | İnter Baku | FK Qäbälä |     | Neftçi Baku PFK | Zirə FK | Sumqayıt PFK |     |
| ---------------- | ---------------- | ---------- | --------- | --- | --------------- | ------- | ------------ | --- |
| FK Qarabağ Ağdam |                  | 0:0        | 2:1       | 1:0 | 3:0             | 2:0     | 3:0          | 6:0 |
| İnter Baku       | 2:1              |            | 1:1       | 2:2 | 2:1             | 1:1     | 3:1          | 3:0 |
| FK Qəbələ        | 3:0              | 0:0        |           | 2:0 | 4:1             | 1:0     | 2:0          | 2:0 |
| PFK Kəpəz        | 1:1              | 0:0        | 1:1       |     | 2:0             | 2:0     | 0:0          | 0:0 |
| Neftçi Baku PFK  | 0:2              | 2:1        | 0:8       | 2:0 |                 | 0:1     | 1:2          | 0:1 |
| Zirə FK          | 0:2              | 1:1        | 0:2       | 2:0 | 2:0             |         | 0:1          | 3:1 |
| Sumqayıt PFK     | 0:2              | 1:2        | 2:2       | 1:1 | 2:0             | 1:0     |              | 1:1 |
| AZAL PFK Baku    | 0:1              | 1:3        | 0:0       | 0:1 | 0:2             | 1:1     | 1:1          |     |

| Rückrunde        | FK Qarabağ Ağdam | İnter Baku | FK Qäbälä |     | Neftçi Baku PFK | Zirə FK | Sumqayıt PFK |     |
| ---------------- | ---------------- | ---------- | --------- | --- | --------------- | ------- | ------------ | --- |
| FK Qarabağ Ağdam |                  | 0:1        | 0:0       | 2:1 | 1:1             | 2:0     | 2:1          | 1:0 |
| İnter Baku       | 0:3              |            | 0:2       | 4:1 | 1:3             | 1:1     | 1:0          | 2:1 |
| FK Qəbələ        | 2:0              | 4:3        |           | 2:1 | 1:0             | 1:1     | 1:1          | 1:0 |
| PFK Kəpəz        | 0:1              | 1:0        | 2:0       |     | 2:0             | 1:0     | 1:0          | 1:1 |
| Neftçi Baku PFK  | 1:2              | 2:1        | 1:0       | 0:0 |                 | 1:2     | 1:0          | 4:0 |
| Zirə FK          | 0:0              | 1:1        | 2:2       | 1:0 | 3:0 1           |         | 1:0          | 2:1 |
| Sumqayıt PFK     | 0:4              | 2:2        | 2:1       | 3:1 | 2:0             | 1:1     |              | 1:0 |
| AZAL PFK Baku    | 1:2              | 0:1        | 1:1       | 1:2 | 0:1             | 0:3     | 1:2          |     |

## Torschützenliste
| Pl. | Spieler            | Mannschaft       | Tore |
| --- | ------------------ | ---------------- | ---- |
| 01. | Filip Ozobić       | FK Qarabağ Ağdam | 11   |
| 01. | Rauf Əliyev        | İnter Baku       | 11   |
| 03. | Dino Ndlovu        | FK Qarabağ Ağdam | 10   |
| 04. | Mirabdulla Abbasov | Sumqayıt PFK     | 08   |
| 05. | Bagaliy Dabo       | FK Qäbälä        | 7    |
| 05. | Nizami Hajiyev     | İnter Baku       | 7    |